# Lupe Serrano
Guadalupe Martínez Desfassiaux Serrano, conosciuta come Lupe Serrano (Santiago del Cile, 7 dicembre 1930 – Syosset, 16 gennaio 2023), è stata una ballerina e insegnante cilena.

## Biografia
Figlia del musicista spagnolo Luis Martínez Serrano, crebbe in Cile. Nel 1943, si trasferì in Messico con la sua famiglia e iniziò i suoi studi al Balletto di Città del Messico. Nel 1948 partecipò a un tour in America Centrale della ballerina cubana Alicia Alonso. Poi è diventata membro del Ballet Folklorico de Mexico. Nel 1951 andò a New York e divenne membro del Ballet Russe de Monte Carlo.
Dal 1953 al 1971 Serrano fu prima ballerina dell'American Ballet Theatre. Lavorò qui insieme con coreografi come George Balanchine, William Dollar, Antony Tudor e Jerome Robbins ed apparve in Unione Sovietica, Grecia, Inghilterra e Venezuela. Nel 1957 sposò Kenneth Schermerhorn, direttore d'orchestra dell'American Ballet Theatre Orchestra. Nel 1962 apparve in televisione al fianco di Rudolf Nurejew nel balletto Le Corsaire.
Nel 1971, Serrano finì la sua carriera di ballerina e si dedicò a lezioni di danza classica. Insegnò dal 1971 al 1973 alla National Academy of Arts in Illinois, poi fino al 1984 presso la Pennsylvania Ballet School. Diede anche corsi di perfezionamento presso il San Francisco Ballet, il Minnesota Dance Theatre, il Balletto di Cleveland, il Washington Ballet, il Balletto di Cincinnati, il Balletto dell'Opera di Roma e il Balletto Nazionale del Messico. Nel 1988 diventò direttore artistico del Washington Ballet. Dal 1997 insegnò anche alla Juilliard School of Music.
È morta il 16 gennaio del 2023 per complicazioni della malattia di Alzheimer.